# Остров Куна
Остров Куна — остров архипелага Земля Франца-Иосифа. Наивысшая точка острова — 228 метров. Административно относится к Приморскому району Архангельской области России.

## Расположение
Остров расположен в центральной части архипелага, в составе островов Зичи. В 3 километрах к северо-востоку от острова Грили, за проливом Штернека. В 1,5 километрах к востоку от острова Куна лежит остров Кейна.

## Описание
Размеры острова — 7,5 километра в длину и 3,5 километра в ширину. Получил своё название в честь военного министра Австро-Венгрии Франца Куна. Самая западная точка острова — мыс Головина, названный в честь Павла Головина, героя Советского Союза, первого из советских лётчиков, пролетевшего над Северным полюсом. Самая восточная точка — мыс Обрывистый, назван так в связи с тем, что высота берега в этом месте достигает 90 метров. Центральную часть острова занимают невысокие снежники, на западе находится непокрытая льдом скала высотой 228 метров, вдоль побережья — каменистые россыпи.

### Близлежащие малые острова
- Остров Брош — скала в 600 метрах к юго-западу от побережья острова Куна. Назван в честь Густава Броша, чешского лейтенанта флота Австро-Венгерской экспедиции на Северный полюс.